# Ievgueni Voutchetitch
Ievgueni Viktorovitch Voutchetitch (en russe : Евгений Викторович Вучетич), né le 15 décembre 1908 (28 décembre dans le calendrier grégorien) à Iekaterinoslav (Empire russe) et mort le 12 avril 1974 à Moscou (Union soviétique), est un sculpteur soviétique.

## Biographie
Lauréat d'une médaille d'or de l'Exposition universelle de 1937, il  est connu pour ses œuvres monumentales, telles que la statue de la Mère-Patrie, l'une des plus hautes du monde, commémorant la bataille de Stalingrad sur la colline dite Kourgane Mamaïev à Volgograd (ex-Stalingrad), ainsi que celle de la statue du Soldat-libérateur dans le parc de Treptow, à Berlin, qui domine le Cimetière de l'Armée rouge. Il est nommé Artiste du peuple de l'URSS en 1959. Il fut aussi à l'origine de nombreuses statues de Lénine, de dignitaires soviétiques et de sculptures patriotiques, comme la Mère-Patrie à Kiev.
Il participa à la Grande Guerre patriotique contre le Troisième Reich et avait rang de colonel. Il adhéra au parti communiste à l'époque de la bataille de Stalingrad (1943).
Il obtint cinq prix Staline (1946, 1947, 1948, 1949, 1950) et un prix Lénine (1970).
Mort à Moscou, Ievgueni Voutchetitch est enterré au cimetière de Novodevitchi.

## Galerie

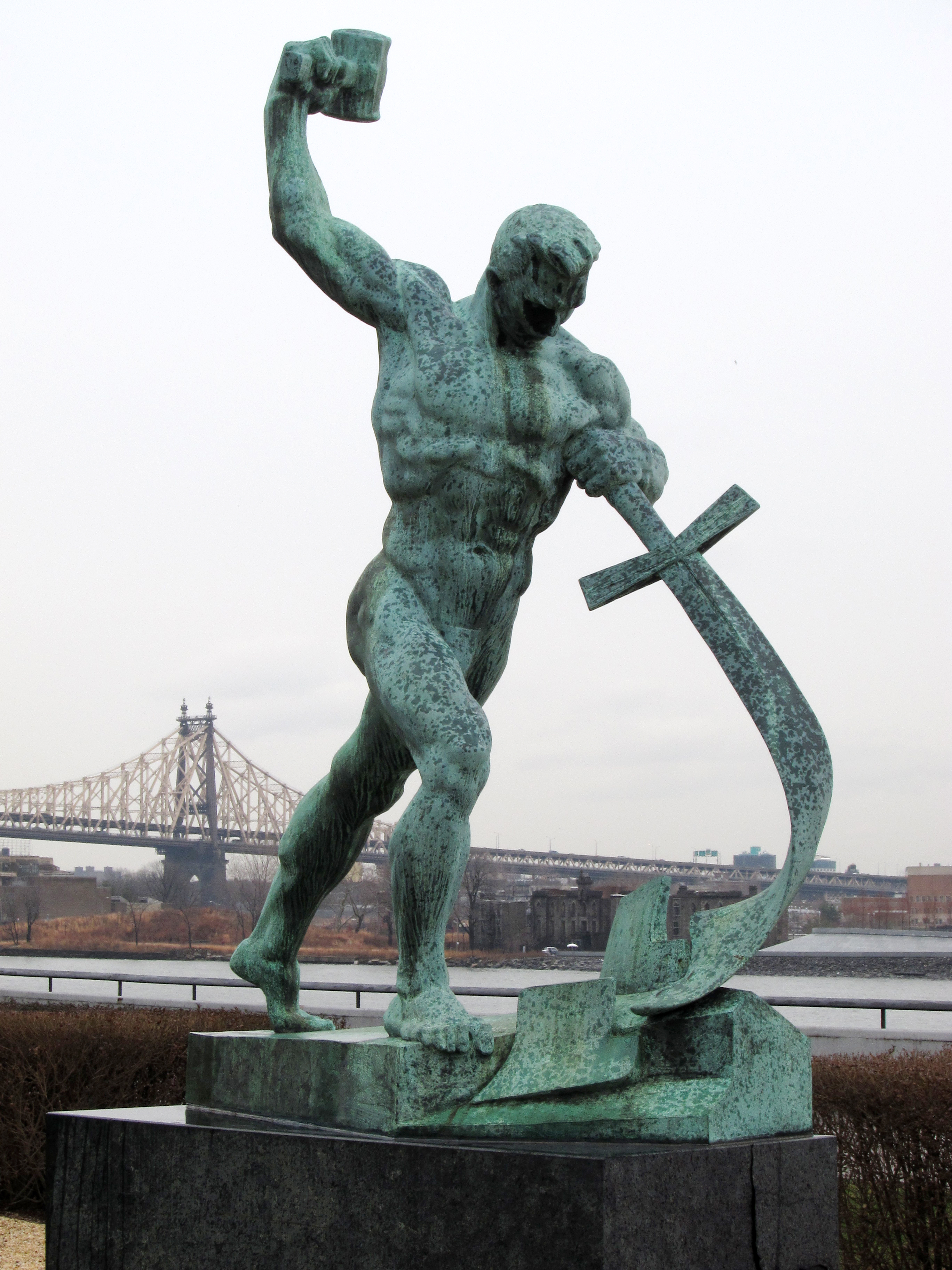
La statue « transformons les épées en charrues » devant l'East River.
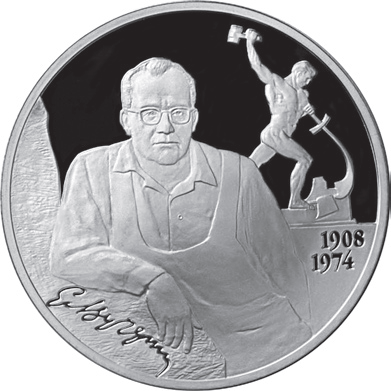
Pièce d'argent frappée pour le 100e anniversaire de sa naissance.

## Récompenses et distinctions
- Ordre de la Guerre patriotique de 2e classe : 1946
- Médaille pour la victoire sur l'Allemagne
- Médaille pour la Défense de Moscou
- Médaille pour la Défense de Léningrad
- prix Staline de 2e classe : 1946, pour le monument du général Ivan Tcherniakhovski.
- prix Staline de 1er classe : 1947, pour le monument du général Mikhaïl Efremov à Viazma.
- prix Staline de 2e classe : 1948, pour le monument du maréchal Vassili Tchouïkov
- prix Staline de 2e classe : 1949, pour le monument du héros du travail socialiste Nazarali Niyazov et du héros de l'Union soviétique Timofeï Khrioukine
- prix Staline de 1er classe : 1950, pour le Mémorial soviétique du Treptower Park
- Héros du travail socialiste : 1967
- ordre de Lénine : 1970, pour le mémorial de kourgane Mamaïev (Volgograd).